# Malesia ai Giochi della XVII Olimpiade
La Malesia partecipò ai Giochi della XVII Olimpiade che si sono svolti a Roma dal 25 agosto all'11 settembre 1960, con una delegazione di 9 atleti impegnati in quattro discipline per un totale di 11 competizioni.
Fu la seconda partecipazione di questo paese ai Giochi olimpici e l'ultima come Federazione della Malesia, prima della costituzione della Federazione della Malaysia nel 1963. Non furono conquistate medaglie.